# 封奕
封奕（？—365年5月15日），或作封弈，字子專，渤海蓨縣（今河北景縣）人。中國十六國時期前燕官員，歷仕慕容廆、慕容皝、慕容儁及慕容暐四朝，官至太尉。其宗族後代亦在後燕及北朝任官。

## 生平
永嘉五年（311年），封奕祖父東夷校尉封釋病逝，並將封奕託咐給慕容廆。封釋死後，慕容廆見封奕，稱讚他是奇士，以其補小都督。後慕容廆以封奕為軍祭酒，掌握軍國機要。
咸和八年（333年），慕容廆去世，慕容皝繼位，其弟慕容仁據平郭（今遼寧熊岳城）叛變，慕容皝一方面出兵討伐，另亦派封奕慰撫遼東。不過因為討伐慕容仁的軍隊戰敗，且孫機亦以遼東郡城響應慕容仁，封奕無法進入，只好隨慕容汗等軍回去。咸和九年（334年），段部鮮卑派段蘭及慕容翰進攻柳城（今遼寧朝陽市），不過兩度進攻都在守軍堅守下無法成功。第二次進攻時，慕容皝命慕容汗及封奕救援，臨行時向慕容汗指敵軍士氣高昂，指示不要與其爭鋒。不過生性勇猛的慕容汗到後仍率一千多騎為前鋒直攻段蘭，封奕試圖阻止但不果，最終慕容汗於柳城北的牛尾谷大敗，全因封奕整軍力戰，才不至全軍覆沒。咸康元年（335年），慕容皝置左右司馬，封奕任右司馬。
咸康二年（336年）二月，段蘭攻柳城，宇文逸豆歸也進攻安晉作為聲援。但慕容皝兵向柳城時段蘭就不戰而走，於是改攻安晉，宇文逸豆歸棄輜重逃走，封奕受命輕騎追擊，終大敗逸豆歸。接著慕容皝預料段部鮮卑會再來，於是命封奕率數千騎兵在馬兜山埋伏，至三月時果然見段遼率兵來襲，於是大敗段遼，並斬殺敵將榮伯保。
封奕後遷鎮軍左長史，並於咸康三年（337年）以慕容皝任重位輕，勸其稱燕王。慕容皝於是於當年自稱燕王，並置各官，以封奕為國相，封武平侯。338年，後趙進攻慕容皝，慕容皝十分恐懼，劉佩派敢死騎兵衝趙軍兵陣成功後士氣大振，但慕容皝仍向封奕問計，封奕於是說：「石虎凶殘暴虐令人神共憤，災禍失敗的日子很快就到了！今日舉國而來，攻守雙方懸殊，兵馬雖然強卻不能為患；而且他們停駐了很多日，內部糾紛自然會出現，我們只需堅守等他們自亂就行了。」於是安定了慕容皝的心，最終後趙果然退軍。348年，慕容皝去世，世子慕容儁繼位，封奕仍為相國。及後前燕乘後趙內亂進攻中原，封奕於351年出討擁眾於其故鄉渤海自守，依附冉魏的逄約，並成功勸降他。次年（352年），封奕與慕容恪在安喜擊敗並生擒冉魏皇帝冉閔，不久燕軍攻下鄴城（今河北臨漳縣西），滅冉魏。該年十一月，慕容儁稱帝，以封奕為太尉，領中書監。
建熙六年四月壬午（365年5月15日），封奕去世，諡號為匡。

## 家庭

### 祖輩
- 封釋，東夷校尉。

### 父輩
- 封𢚂，《新唐書・宰相世系表》記為封釋子。
- 封悛，封釋子，冀州主簿。《新唐書・宰相世系表》寫其為封奕父親。
- 封抽，封釋子，奔父喪後因道路不通而留在遼東。前燕東夷校尉。[8]

### 平輩
- 封裕，封抽子。
- 封放，《資治通鑑》作封奕堂弟，而《新唐書・宰相世系表》則作封奕兄。

### 子輩
- 封蘄，封奕子。[9]
- 封勸，封奕子，後燕侍中、太常卿。
- 封孚，封放子，南燕太尉。
- 封懿，封放子，北魏都坐大官，封章安侯。
- 封衡，封裕子，後燕中山尹、吏部尚書。

### 孫輩
- 封愷，封勸子。後在北魏因司馬國璠謀叛牽連而被誅。
- 封玄之，封懿子。在北魏因司馬國璠謀叛牽連而被誅。

### 曾孫輩
- 封鑒，封蘄孫。
- 封魔奴，封玄之子，其四個兄弟皆與父一同被殺，自己雖然得免死但受了宮刑。北魏官至冠軍將軍、懷州刺史，封富城子。
- 封伯達，封愷子，父被殺後出走。
- 封軌，封回族叔。北魏官至廷尉少卿，加征虜將軍。

### 玄孫輩
- 封琳，封鑒長子，北魏官至安東將軍、光祿大夫。
- 封回，封鑒子，過繼給封魔奴。在北魏歷任安州、汾州、瀛州、冀州刺史等外職，官至右光祿大夫，河陰之變中被殺。
- 封滑，封鑒子。[9]
- 封休傑，封伯達子，回到北魏，為河間太守兼冀州咸陽王府諮議參軍。
- 封靈祐，封休傑堂弟，本在南朝宋為青州治中、勃海太守，後投北魏，為建威將軍、勃海太守。
- 封偉伯，封軌長子，習儒學。蕭寶夤起兵叛魏時意圖起義軍討伐失敗被殺。
- 封業，字君脩，封軌次子，北魏奉朝請，早卒。
- 封翼，字君贊，封軌三子，北魏給事中加揚烈將軍。
- 封述，字君義，封翼弟，東魏廷尉少卿。
- 封詢，字景文，封述弟，尚書起部郎。